# Lilium debile

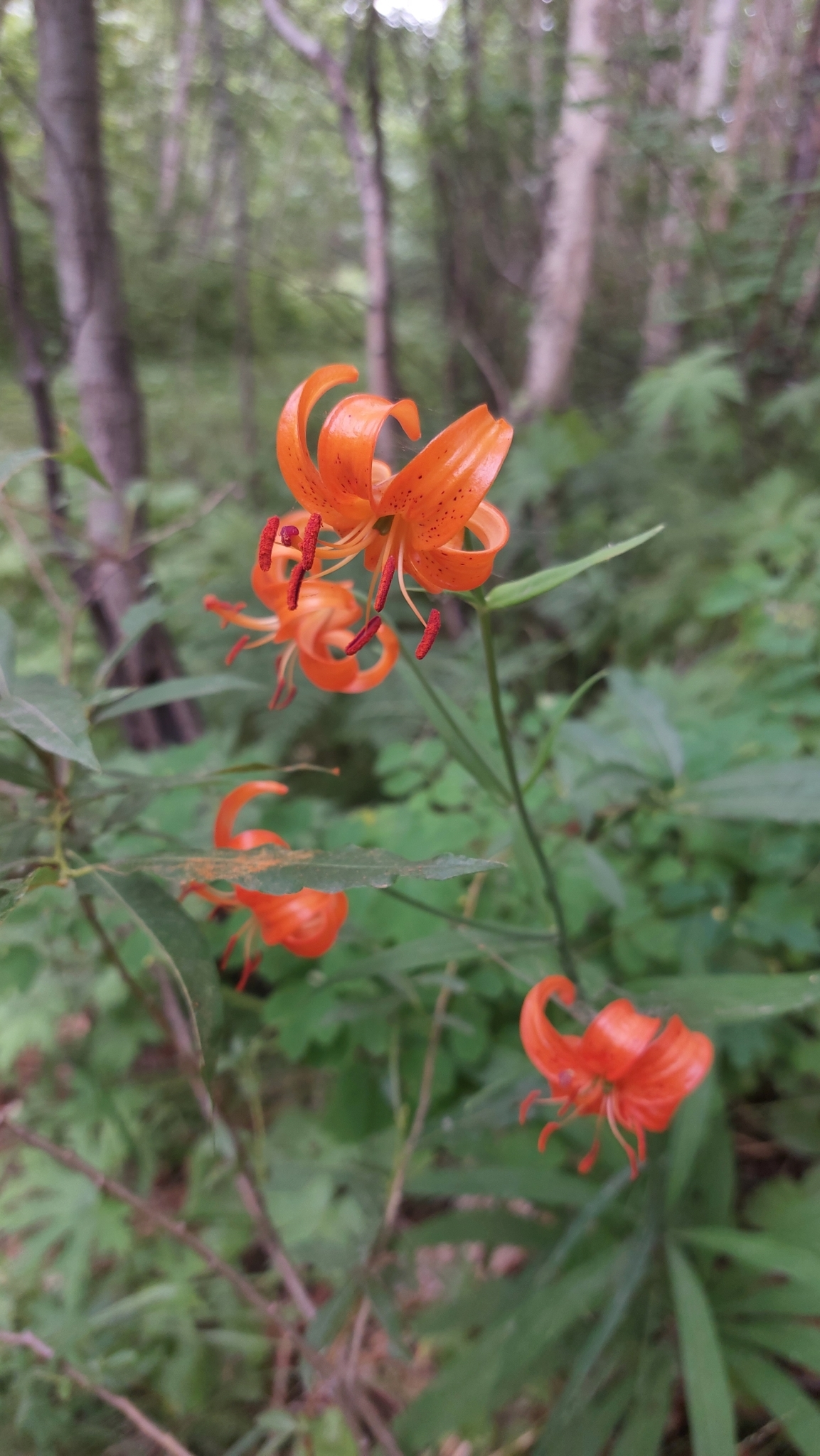
Lilium debile

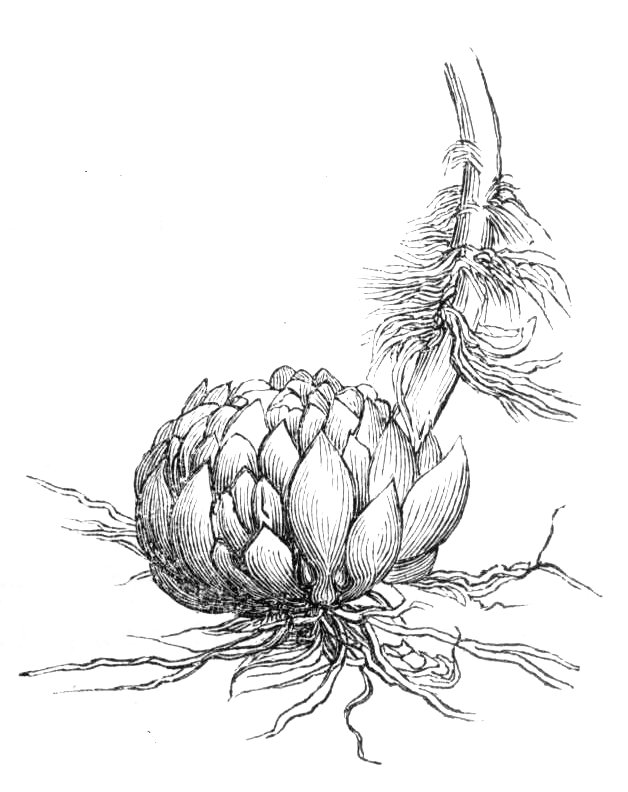
Zwiebel von Lilium debile, Illustration

Lilium debile ist eine Pflanzenart aus der Gattung der Lilien (Lilium) in der Sektion Martagon. Das Verbreitungsgebiet der Art erstreckt sich über Kamtschatka, die Kurilen und Sachalin. Sie wurde erstmals 1828 von Heinrich von Kittlitz in Kamtschatka gesammelt. Er beschrieb sie im Jahr 1858 als eigene, dem Türkenbund ähnelnde Art.

## Merkmale
Lilium debile ist eine ausdauernde, krautige Pflanze. Sie erreicht Wuchshöhen zwischen 40 und 80 Zentimeter. Die Sprossachse ist aufrecht, schlanker als bei anderen Lilien und unbehaart. Die Farbe wechselt von grün an der Basis zu einem matten gelb-braun im oberen Teil.

### Zwiebel
Die Zwiebel besteht aus zwanzig bis dreißig überlappenden Schuppen und ist nicht durch eine zusätzliche Außenhaut geschützt. Sie erreicht einen Durchmesser zwischen 2,5 und 4,5 Zentimetern. Die Form ist gestaucht und rhizomähnlich, sie ist mit Poren übersät und tendiert zum Zerfallen. Die Schuppen sind weiß und schmallanzettlich. Sie gliedern sich in zwei oder drei Segmente.
Die Wurzeln sind Adventivwurzeln, von denen wenige direkt aus der Sprossachse entspringen.

### Blätter
Die Blattstellung ist quirlig, meist stehen je fünf bis zwanzig Laubblätter in einem oder selten zwei bis drei Quirlen. Der tiefste Quirl steht stets über der Mitte des Stängels, das heißt, die untere Stängelhälfte ist blattlos. Die schmallanzettlich geformten Laubblätter werden etwa 0,8 bis drei Zentimeter breit und acht bis 13 Zentimeter lang.

### Blüten und Früchte
Die Pflanze blüht von Juli bis August, der rispenförmige Blütenstand besteht aus ein bis sieben gestielten Blüten. Die Blütenstiele sind zwischen 2,5 und acht Zentimetern lang. Die Blütenhülle ist turbanförmig und erreicht einen Durchmesser zwischen 3 und 4,5 Zentimetern. Die Blüten sind dreizählig und zwittrig, die sechs Blütenhüllblätter (Tepalen) sind gleichgestaltet und stark zurückgebogen (Türkenbundform). Die Farbe der Blüten ist glänzend bräunlich-orange-rot mit oder ohne dunkle Sprenkeln, gegen Ende der Blütezeit verfärbt sich die Spitze nach weiß hin. Die Tepalen sind lanzettförmig und gekielt, im Inneren sind sie fleischig. Sie sind zwischen drei und 3,5 Zentimetern lang sowie zwischen einen bis 1,3 Zentimetern breit.
Jede Blüte trägt sechs Staubblätter. Die Staubbeutel (Antheren) und Pollen sind hell orangefarben. Der Stempel besteht aus drei miteinander verwachsenen Fruchtblättern. Der Fruchtknoten ist oberständig und nur wenig kürzer als der Griffel.
Die Nektarien haben eine schlitzförmige Öffnung. Die Kanten sind glatt oder mit Papillen übersät.
Nach der Blüte bilden sich eiförmige Kapselfrüchte. Die Samen keimen verzögert hypogäisch (unterirdische Keimung).

## Verbreitung
Lilium debile ist in einem vergleichsweise großen Areal verbreitet, das sich über Kamtschatka, die Kurilen und Sachalin erstreckt. Sie besiedelt Höhenlagen bis eintausend Meter. Eine Nord-Süd-Ausrichtung des Verbreitungsgebiets ist klar erkennbar. Auf Inseln ist die Art häufiger als auf dem Festland.
Standorte finden sich oft in Tannenwäldern, bei Sachalin-Tannen (Abies sachalinensis), oder in Lärchenwäldern, aus der Dahurischen Lärche (Larix gmelinii). Es werden aber auch Mischwälder bewohnt, dort wird Ermans Birke (Betula ermanii) oder die Zwerg-Birke (Betula nana) als Nachbar bevorzugt. Andere Standorte sind Flanken und Hänge niedriger Hügel und feuchte Stellen im Schatten oder Halbschatten.

### Gefährdung
Die Art gilt als gefährdet und wird in der Roten Liste für Russland geführt. Obwohl die Existenz der Art durch das unzugängliche und unwirtliche Verbreitungsgebiet als sicher gilt, sind viele Bestände von Lilium debile durch forstwirtschaftliche Ausbeutung der Region, neue Minen sowie Öl- und Gasförderung in der Region akut bedroht.

## Botanische Geschichte
Lilium debile wurde erstmals 1828 von Heinrich von Kittlitz auf Kamtschatka gesammelt. Er beschrieb sie im Jahr 1858 als eigene, dem Türkenbund (Lilium martagon) ähnelnde Art und benannte sie wegen des schlanken und biegsamen Stängels mit dem Epitheton debile, vom lateinischen dēbilis ‚schwach, gebrechlich‘. Die Erstbeschreibung ist jedoch sehr ungenau und enthält neben zwei Zeichnungen kaum Merkmalsbeschreibungen.
1865 wurde die Art von Friedrich Ernst Ludwig von Fischer und Karl Johann Maximowicz erneut als Lilium avenaceum Fisch. ex Maxim. beschrieben. Die Autoren fassten dabei jedoch drei Lilienarten mit quirliger Blattstellung, Lilium debile, Lilium medeoloides und Lilium distichum zu einer Art zusammen. Gültig ist jedoch der Name der Erstbeschreibung – Lilium debile.
Viele nachfolgende Autoren haben Lilium debile als synonym mit Lilium medeoloides behandelt, Czerepanov allerdings erkennt die Art an, dem folgt auch die World Checklist of Selected Plant Families der Royal Botanic Gardens, Kew.

## Verwendung
Kittlitz berichtet, dass die Zwiebel-Schuppen der Art ein „wohlschmeckendes und dem Anschein nach sehr nahrhaftes Gemüse geben, [die] aber lange nicht so fest und mehlreich sind, als die rundlichen der sogenannten schwarzen Sarannah [(Fritillaria camschatcensis)]“. Der Trivialname Саранка Saranka, Sarana oder auch Sarannah, den Kittlitz erwähnt, wird im russischen auch für Lilium martagon und obengenannte Fritillaria verwendet. Eine Grütze aus den Lilien- oder Fritillaria-Zwiebeln ist unter dem Namen Овсянка Owsjanka (bei Kittlitz fälschlicherweise Ofsjanka) bekannt.